# Agathosma betulina
Buchu eller Agathosma betulina (förr Barosma betulina) är en blommande växt i Vinruteväxterfamiljen, härstammandes ifrån de lägre delarna av bergen i västra Sydafrika, där den växer i Fynbosfaunan. Växten är även känd som buchu eller bucku.

## Växten
Det är en städsegrön buske som växer upp till 2 meter. Löven är äggrunda, ovala eller lansettlika med finsågade kanter och kring 20 mm i diameter. Blomman skiftar från vit till svagt rosa.

## Användning
Växtens blad som har genomträngande kamferartad lukt och bitter. Smaken påminner om pepparmynta och har länge använts av ursprungsbefolkningen i Sydafrika khoi- och sanfolket för olika medicinska problem, men även som deodorant. Även i Europa har den under namnet Buccoblad används i form av te som svettdrivande, urindrivande och stimulerande medel.

Växtens aktiva ämnen är diosfenol och isomenton.